# Семенченко Наталія Віталіївна
Ната́лія Віта́ліївна Семе́нченко (нар.24 січня 1976, Київ, Київська область) — доктор економічних наук, професор, письменник-публіцист, керівник ЦНМ «ДОСВІД».

## Біографія
Народилася 24 січня 1976 року в Києві. 1998 року закінчила видавничо-поліграфічний факультет Національного Технічного Університету України «КПІ» за спеціальністю «Менеджмент у невиробничій сфері». 1999 року вступила до аспірантури на факультет менеджменту та маркетингу НТУУ «КПІ».
У період з 2000 по 2005 роки активно бере участь у європейських наукових конференціях. 2005 року захищає кандидатську дисертацію на тему: «Стратегія формування надійності збутових структур» . Цією роботою Наталія вперше вводить і обґрунтовує поняття «надійність» в економіці (до цього використовувалося лише в технічних напрямах). Цього ж року Наталія починає співпрацювати з Українською академією наук, де виконує економічне обґрунтування для ряду проектів академії. Активно публікується, випускає монографію. 2006 року отримує звання член-кореспондента Української академії наук .
Період 2008-2010 років знаменується захопленням публіцистикою. Наталія випускає три свої книги (рос. «Охота на правду», рос. «Образование в Украине», рос. «Образование и интеллект»), які в цілому передають сучасний стан України, а також сприйняття українськими громадянами глобальних змін у світі та рідній країні. . 10 листопада 2010 Наталія провела інтернет-конференцію на тему: «Економічні перспективи України крізь призму місцевих виборів» , де користувачі протягом трьох днів могли ставити будь-які запитання щодо її поглядів на подальший розвиток України.
На початок 2012 року кількість публікацій Семенченко Наталії перевищує 100 праць, серед яких основна маса - наукові та соціально-економічні статті, 5 монографій і три публіцистичні книги .
19 грудня 2011 року Наталія захистила докторську дисертацію на тему: «Генеза реструктуризації підприємств в умовах глобалізації» (наказ Міністерства освіти і науки, молоді та спорту України від 17.02.2012 №187) .
2011 року Наталія починає випуск своєї програми «Досвід» раз на тиждень на Першому національному каналі українського телебачення. Основна ідея програми - розібратися в суті реформ, що проводяться в Українській державі. Наталія не тільки ведуча, а й автор програми . Сценарії розробляє самостійно. Гості програми - провідні вчені, політики, експерти. За 9 місяців ротації на телебаченні у програмі встигли взяти участь чимало українських політичних та державних діячів, таких як Лавринович Олександр Володимирович (Міністр юстиції України з 11 березня 2010 року) , Присяжнюк Микола Володимирович (Міністр аграрної політики та продовольства України), Тігіпко Сергій Леонідович (український фінансовий і політичний діяч, віце-прем'єр-міністр України — Міністр соціальної політики України), Литвин Володимир Михайлович (український політик, голова Верховної Ради України у 2002—2006 роках та з 9 грудня 2008 року і досьогодні. Герой України), Табачник Дмитро Володимирович (Міністр освіти і науки, молоді та спорту України), Порошенко Петро Олексійович (екс-міністр закордонних справ України, голова Ради Національного банку України), Ющенко Віктор Андрійович (український державний і політичний діяч, третій Президент України), Кравчук Леонід Макарович (1-й Президент України, Голова науково-експертної групи з підготовки Конституційної Асамблеї), Мороз Олександр Олександрович (український політик та громадський діяч, Голова Верховної Ради України у 1994—1998 роках та 2006—2007 роках), Кінах Анатолій Кирилович (екс-прем'єр-міністр України, екс-міністр економіки України, голова Партії промисловців і підприємців України, президент Українського союзу промисловців і підприємців, голова ради МКПП), Ємець Ілля Миколайович (кардіохірург, доктор медичних наук, заслужений лікар України, екс-міністр охорони здоров'я України), Нарочницька Наталія Олексіївна (російський політичний діяч, історик і політолог), Присяжнюк Анатолій Йосипович (Губернатор Київської області) , Матвієнко Валентина Іванівна (голова Ради Федерації Федеральних Зборів Російської Федерації) , Кучерена Анатолій Григорович (голова комісії Громадської палати РФ з контролю за діяльністю правоохоронних органів, силових структур і реформуванню судової системи) , Близнюк Анатолій Михайлович (український політик, Міністр регіонального розвитку, будівництва та житлово-комунального господарства України в уряді Миколи Азарова)  та інші.
У грудні 2014 року Наталія виносить на суд громадськості трилогію в серії «Полювання на правду»: «Незалежність», «Революція», «Корупція». У своїх книгах автор фундаментально вивчає і показує читачеві внутрішньополітичну та економічну ситуацію в Україні, попутно розкриваючи тенденції та зміни у глобалізованому світі. З презентацією своїх книг Наталія відвідує ряд східно-європейських країн, а також проводить конференції та круглі столи в Україні. Головна тема публічних виступів - боротьба з корупцією. Навесні 2015 Наталія Семенченко стає керівником ЦНМ «Досвід», який займається науковими дослідженнями та інноваціями.
З 04.12.2015 по 10.06.2016 року ток-шоу "Досвід" виходить кожну п'ятницю на «5 каналі», у прямому ефірі якого обговорюються найважливіші теми економічного, політичного та соціального розвитку України.
Восени 2017 року Наталя з активною групою студентської спільноти засновує Відкриту Студентську Асоціацію, при якій починає роботу інтелектуальний клуб ОСА ("ОСА" – це абревіатура від російського "Открытая Студенческая Ассоциация", або англійського Open Student Association, скорочено також "OSA"). Два рази на місяць в клубі проводяться публічні зустрічі з експертами, представниками науки та бізнесу, активними інтелектуалами і просто успішними особистостями з відеозйомкою. Обговорюються найбільш хвилюючі питання в суспільстві, державі, економіці, науці та техніці.
Кілька разів з'являлася на сторінках популярних друкованих ЗМІ в Україні: журнал «Власть денег» (травень 2007, №131), журнал «Статус» (№48/166), журнал «Свободная трибуна» (№5/92 2011), журнал «Публичные люди» (№5 травня 2011), газета «2000», газета «Факти», газета «ТОП-10», газета «Газета по-киевски», газета «Україна молода», газета «Business Ukraine» .
Володіє російською, українською, англійською мовами.

## Хобі
- Подорожі.
- Культура, побут, освіта іноземних держав.
- Активно займається спортом. Має нагороди з плавання, шахів, стрільби.

## Книги
- «Охота на правду» (Киев: Саммит-книга, 2009), тираж 3000 экз., ISBN 978-966-7889-43-2;
- «Образование в Украине» (Киев: Саммит-книга, 2010), тираж 2000 экз., ISBN 978-966-7889-60-9;
- «Образование и интеллект» (Киев: Саммит-книга, 2010), тираж 1000 экз., ISBN 978-966-7889-66-1.
- «Охота на правду. Независимость» (Киев: Саммит-книга, 2015), тираж 1000 экз., ISBN 978-617-7182-33-6
- «Охота на правду. Революция» (Киев: Саммит-книга, 2015), тираж 1000 экз., ISBN 978-617-7182-34-3
- «Охота на правду. Коррупция» (Киев: Саммит-книга, 2015), тираж 1000 экз., ISBN 978-617-7182-35-0

## Нагороди
- У 2009 році книжка «Охота на правду» експертами ХІ Всеукраїнського рейтингу «Книжка року» була визнана однією з найкращих в категорії «Науково-популярна література, публіцистика».[31]

## Сімейний стан
- Одружена
- Виховує двох дітей

## Виноски
1. ↑  Бібліотека українських авторефератів, УДК № 334 (075). Архів оригіналу за 26 березня 2012. Процитовано 2 липня 2011.
2. ↑  Українська Академія Наук: Члени академії. Архів оригіналу за 26 березня 2012. Процитовано 2 липня 2011. [Архівовано 2012-03-26 у Wayback Machine.]
3. ↑  Особистий сайт Наталії Семенченко. Книга «Охота на правду». Архів оригіналу за 26 березня 2012. Процитовано 2 липня 2011.
4. ↑  Факты и комментарии: Презентация новой книги, посвященная проблемам образования
5. ↑  ЛігаБізнесІнформ. Архів оригіналу за 1 жовтня 2011. Процитовано 2 липня 2011.
6. 1 2  = 2 Особистий сайт Наталії Семенченко. Про мене.[недоступне посилання з червня 2019]
7. ↑  Наказ Міністерства №187 від 17.02.2012, додаток 1, рішення вченої ради Д 26.002.23 при НТУУ «КПІ». Архів оригіналу за 13.07.2015. Процитовано 21.03.2012.
8. ↑  Новий проект на Першому національному - прем'єра програми «Досвід». Архів оригіналу за 7 жовтня 2012. Процитовано 2 липня 2011. [Архівовано 2012-10-07 у Wayback Machine.]
9. ↑  #5. Админреформа. Архів оригіналу за 22 лютого 2011. Процитовано 2 липня 2011.
10. ↑  програма «Досвід», Земельна реформа, 15.06.2011. Архів оригіналу за 23 червня 2011. Процитовано 2 липня 2011. [Архівовано 2011-06-23 у Wayback Machine.]
11. ↑  #24. «Досвід». Экслюзивное интервью с Сергеем Тигипко. Архів оригіналу за 3 листопада 2014. Процитовано 31 жовтня 2011.
12. ↑  #25. «Досвід». Экслюзивное интервью с В.М. Литвином. Архів оригіналу за 21 вересня 2011. Процитовано 31 жовтня 2011.
13. ↑  #16. Эксклюзивное интервью с Дмитрием Табачником. Архів оригіналу за 26 березня 2012. Процитовано 2 липня 2011.
14. ↑  #7. Внешнеэкономическая стратегия Украины. Архів оригіналу за 26 березня 2012. Процитовано 2 липня 2011.
15. ↑  #29. «Досвід». Экслюзивное интервью с В.А. Ющенко. Архів оригіналу за 21 вересня 2011. Процитовано 31 жовтня 2011.
16. 1 2  програма «Досвід», Конституція України, 29.06.2011. Архів оригіналу за 20 липня 2011. Процитовано 2 липня 2011. [Архівовано 2011-07-20 у Wayback Machine.]
17. ↑  #6. Реформа вооруженных сил Украины. Архів оригіналу за 26 березня 2012. Процитовано 2 липня 2011.
18. ↑  #22. «Досвід». Сердечнососудистые заболевания. Архів оригіналу за 3 листопада 2014. Процитовано 31 жовтня 2011.
19. ↑  #28. «Досвід». Россия—Украина. Архів оригіналу за 21 вересня 2011. Процитовано 31 жовтня 2011.
20. ↑  #39. «Досвід». Регіональний розвиток. Архів оригіналу за 3 листопада 2014. Процитовано 21 березня 2012.
21. ↑  #43. «Досвід». Українсько-російські відносини. Архів оригіналу за 3 листопада 2014. Процитовано 21 березня 2012.
22. ↑  #46. «Досвід». Корупція в Україні. Архів оригіналу за 3 листопада 2014. Процитовано 21 березня 2012.
23. ↑  В Києві представили нову трилогію Наталії Семенченко
24. ↑  В Києві представили нову трилогію Наталії Семенченко.
25. ↑  Рівень корупції в Україні за останні два роки зріс майже на 20%, - дослідження. Архів оригіналу за 11 липня 2015.
26. ↑  Особистий сайт Наталії Семенченко. Розділ "Про мене" (росыйською) .
27. ↑  Ток-шоу "Досвід" з Наталією Семенченко. YouTube (укр.). Процитовано 23 квітня 2018.
28. ↑  Досвід з Наталією Семенченко. 5 канал (укр.). Процитовано 7 грудня 2017.
29. ↑  "ОСА" запрошує до спілкування. Боятися не варто. КПІ ім. Ігоря Сікорського (укр.). 21 листопада 2017. Процитовано 3 травня 2018.
30. ↑  ОСА с Наталией Семенченко. www.facebook.com (укр.). Процитовано 3 травня 2018.
31. ↑  «Дзеркало тижня» №51, 26 Грудень 2009 року[недоступне посилання з липня 2019]